# Antonio Maccanico
Antonio Maccanico (Avellino, 4 agosto 1924 – Roma, 23 aprile 2013) è stato un politico e funzionario italiano, diverse volte ministro della Repubblica e sottosegretario di Stato alla Presidenza del Consiglio dei ministri con le funzioni di segretario del Consiglio dei ministri durante il governo Ciampi.

## Biografia
Nato il 4 agosto 1924 ad Avellino, laureatosi in giurisprudenza nel 1946 presso l'Università di Pisa, nel 1947 superò il concorso per entrare alla Camera dei deputati in qualità di funzionario parlamentare.
Dopo un'iniziale adesione al Partito d'Azione, allo scioglimento di quest'ultimo nel 1947 s'iscrisse al Partito Comunista Italiano (PCI), avvicinandosi alla corrente migliorista di Giorgio Napolitano. Dopo l'invasione dell'Ungheria da parte dell'URSS lasciò il PCI e aderì al Partito Repubblicano Italiano (PRI).
Dal 1962 al 1963 fu capo dell'ufficio legislativo del ministero del Bilancio, nominato dal repubblicano Ugo La Malfa titolare di quel dicastero nel governo Fanfani IV. In seguito tornò a essere funzionario alla Camera dei deputati nella IV legislatura, per divenire nel 1964 direttore del Servizio delle Commissioni parlamentari.
Il 1º gennaio 1969 fu nominato estensore del processo verbale. Vice-segretario generale dal 1972, il 22 aprile 1976, a seguito delle dimissioni di Francesco Cosentino, fu promosso segretario generale della Camera dei deputati. In precedenza era stato capo di gabinetto di Ugo La Malfa nel corso del breve periodo (luglio 1973-febbraio 1974) in cui quest'ultimo ricoprì l'incarico di ministro del Tesoro.
Nel 1975 fu rappresentante dell'Italia e Presidente del Comitato di Bruxelles per la preparazione della Convenzione europea per le elezioni dirette del Parlamento europeo.
Nel luglio 1978 il presidente della Repubblica Sandro Pertini, appena eletto, lo chiamò a ricoprire il ruolo di segretario generale della Presidenza della Repubblica: in quella veste, si è scritto, operò perché il tavolo della politica, che allora era ancora incentrato nel sinedrio della “Repubblica dei partiti”, fosse "monitorato costantemente e mai lasciato solo".
In seguito fu nominato consigliere di Stato. Confermato segretario generale dal successore di Pertini, Francesco Cossiga, lasciò l'incarico nel 1987 allorché fu nominato presidente di Mediobanca subentrando ad Antonio Monti, mantenne la presidenza dell'istituto fino all'aprile 1988. Presidente di Mediobanca era stato anche suo zio, Adolfo Tino.
È stato affiliato all'obbedienza massonica del Grande Oriente d'Italia.

### Ministro e Sottosegretario di Stato
Nel 1988, con la nascita del governo presieduto dal segretario della Democrazia Cristiana Ciriaco De Mita tra le forze politiche che costituivano il pentapartito, venne chiamato a ricoprire l'incarico di ministro per gli affari regionali e i problemi istituzionali, che mantenne poi anche nel successivo sesto governo di Giulio Andreotti fino alla fine nel 1991.

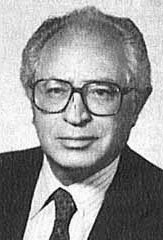
Maccanico eletto al Senato nel 1992

Alle elezioni politiche del 1992 fu candidato al Senato della Repubblica, ed eletto senatore tra le liste del PRI nella circoscrizione Lombardia. Nel corso della XI legislatura fu componente e, dal 30 settembre 1992 al 29 aprile 1993, presidente della 1ª Commissione Affari costituzionali, membro della Commissione parlamentare per le questioni regionali e della Commissione parlamentare per le riforme costituzionali.
Nel 1993 fu nominato sottosegretario di Stato alla Presidenza del Consiglio dei ministri con le funzioni di segretario del Consiglio dei ministri nel governo Ciampi.

### L'incarico di formare un governo
Dopo le dimissioni del governo Dini nei primi mesi del 1996, Maccanico ricevette dal Presidente della Repubblica Oscar Luigi Scalfaro l'incarico di formare un nuovo governo: il tentativo di costituzione di un governo tecnico presupponeva un'intesa di fondo tra i due poli. Per superare il nodo irrisolto delle televisioni Telecom Italia presentò un ambizioso progetto di cablatura delle città italiane che avrebbe permesso la trasmissione di televisione via cavo, superando perciò le riserve espresse dalla Corte costituzionale sulle trasmissioni televisive via etere. Il tentativo di governo andò però a vuoto per l'opposizione quasi completa degli opposti schieramenti parlamentari e così si giunse allo scioglimento anticipato delle Camere.

### Ministro delle comunicazioni
In vista delle elezioni politiche del 1996 fondò Unione Democratica, movimento politico di cui faceva parte Alleanza Democratica di Willer Bordon, aderente alla coalizione de L'Ulivo di Romano Prodi. Unione Democratica presentò liste in comune col Partito Popolare Italiano di Gerardo Bianco, e Maccanico fu candidato alla Camera dei deputati nel collegio elettorale di Avellino, sostenuto da L'Ulivo. Risultò eletto deputato, per la prima volta, con il 53,95% dei voti contro i candidati del Polo per le Libertà, in quota CCD-CDU, Gianfranco Rotondi (40,77%), della Fiamma Tricolore Roberto Stompanato (4,43%) e della lista "Pedalando in Sintonia" Giuseppe Vietri.
Dopo la vittoria di Prodi alle politiche del '96, e il successivo incarico di formare un esecutivo presieduto dal medesimo, Maccanico fu proposto come ministro delle comunicazioni, giurando il 18 maggio 1996 come ministro nel primo governo Prodi. Mantenne l'incarico fino alla caduta del governo, il 21 ottobre 1998. In tale veste presentò un disegno di legge per l'istituzione della "Autorità per le garanzie nelle comunicazioni e norme sui sistemi di telecomunicazioni e radiotelevisione" (legge n. 249 del 31 luglio 1997, nota appunto come legge Maccanico).

### Ministro per le riforme istituzionali
Nel 1999 l'Unione Democratica sancì il proprio scioglimento confluendo ne I Democratici di Romano Prodi e Arturo Parisi. Il 21 giugno 1999 Maccanico sostituì Giuliano Amato (divenuto Ministro del tesoro, bilancio e della programmazione economica al posto di Carlo Azeglio Ciampi, a sua volta divenuto Presidente della Repubblica) quale Ministro per le riforme istituzionali nel governo D'Alema I. Mantenne l'incarico anche nei successivi governi D'Alema II e Amato II fino all'11 giugno 2001.

### Deputato della Margherita
Dopo la confluenza dei Democratici ne La Margherita fu rieletto nel 2001 alla Camera dei deputati. Nel corso della legislatura, fu estensore del cosiddetto lodo Maccanico, ossia una norma che prevedeva la sospensione dei processi penali per le cinque più alte cariche dello Stato (il Presidente della Repubblica, e i presidenti di Camera, Senato, Corte costituzionale e Consiglio dei ministri). A seguito di un maxiemendamento della maggioranza di centro-destra, a prima firma del capogruppo di Forza Italia al Senato Renato Schifani, Maccanico disconobbe il disegno di legge, da allora conosciuto come lodo Schifani e dichiarato incostituzionale dalla Corte costituzionale nel 2004.

### Rielezione al Senato e morte
Alle politiche del 2006 fu ricandidato per la quarta volta in Parlamento al Senato, tra le liste de La Margherita nella circoscrizione Campania in quinta posizione, venendo eletto. Entrò nel gruppo parlamentare de L'Ulivo (che univa La Margherita e i DS) al Senato e fu membro della 4ª Commissione Difesa.
Decise di non candidarsi alle elezioni politiche del 2008.
È morto il 23 aprile 2013 in una clinica di Roma dov'era stato ricoverato.

## Altri incarichi
Accanto all'attività politica, Antonio Maccanico ha ricoperto numerose cariche:
- presidente della Fondazione Bellonci, l'istituzione che sovrintende e organizza il Premio Strega;
- presidente del Centro di Ricerca "Guido Dorso";
- presidente dell'Associazione CIVITA;
- presidente dell'Associazione Italiana Arbitrato;
- presidente del CIRIEC, Centro Italiano di Ricerche e d'Informazione sull'Economia Pubblica, Sociale e Cooperativa;
- consigliere di Amministrazione della SVIMEZ.

## Legami familiari
La madre era sorella di Sinibaldo Tino e Adolfo Tino, ambedue avvocati: il primo, giornalista del Giornale d'Italia, fu autore di una delle prime monografie sul regime fascista e svolse funzioni di pubblico ministero nel processo al governatore della Banca d'Italia svoltosi nel 1944 per l'asportazione dell'oro della riserva aurea da parte della Repubblica sociale italiana; il secondo - con il padre, Alfredo Maccanico, e Guido Dorso tra i fondatori del Partito d'Azione - fu presidente di Mediobanca.

## Opere
- Antonio Maccanico, Intervista sulla fine della Prima Repubblica (1994)
- Antonio Maccanico, Il grande cambiamento (2001) (con Marco Mele)
- Antonio Maccanico, Sud e Nord: democratici eminenti (2005)
- Antonio Maccanico, Costituzioni e riforme (2006)
- Antonio Maccanico, Guido Dorso. Nel 60° della morte (2007) (con Nicola Mancino e Carlo Muscetta)
- Antonio Maccanico, Con Pertini al Quirinale. Diari 1978-1985 (2014)
- Antonio Maccanico, Il tramonto della repubblica dei partiti. Diari 1985-1989 (2018)
- Antonio Maccanico, Il Neoregionalismo, in Istituzioni del Federalismo. Quaderni, 2010 fasc. 2, pp. 6 ss.
- Antonio Maccanico, I senatori vitalizi, in Rivista trimestrale di diritto pubblico, 2008 fasc. 1, pp. 165 – 171
- Antonio Maccanico, Il meridionalismo analitico e concreto di Massimo Annesi, in Rivista giuridica del Mezzogiorno, 2005 fasc. 1, pp. 29 – 31
- Antonio Maccanico, Il problema costituzionale delle riforme. Rapporto sulle questioni istituzionali, in Il Diritto della Regione, 2001 fasc. 3-4, pt. 3, pp. 721 – 725
- Antonio Maccanico, Relazione al convegno organizzato dall'ISLE sul tema: "Autogoverno e decentramento", sede dell'ABI, 28 gennaio 1999, in Rassegna Parlamentare, 2000 fasc. 1, pp. 103 – 107
- Antonio Maccanico, Servizi pubblici locali e riforme istituzionali, in Rivista giuridica del Mezzogiorno, 2000 fasc. 1, pp. 37 – 42
- Antonio Maccanico, Scritti in memoria di Mario D'Antonio. Preveggenza e passione civile, in Rassegna Parlamentare, 1995 fasc. 4, pp. 441 – 448
- Antonio Maccanico, L'impostazione della Finanziaria. Le premesse di un rilancio per la difesa dell'occupazione, in Parlamento, 1993 fasc. 8-9, pp. 8 – 9
- Antonio Maccanico, Presidenzialismo. Meglio un cancelliere, in Mondoperaio, 1991 fasc. 4, pp. 32 – 35
- Antonio Maccanico, Intervento conclusivo al convegno promosso dall'ISLE sul tema: "Problemi applicativi della legge di riforma della Presidenza del Consiglio dei ministri", Roma, 27 novembre 1990, in Rassegna Parlamentare, 1991 fasc. 1, pp. 41 – 44
- Antonio Maccanico, Problemi della legislazione in Italia in relazione alle elezioni per il parlamento europeo, in Stato e regione, 1976 fasc. 3, pp. 54 – 60
- Antonio Maccanico, Conoscere per legiferare, in Nord e sud, 1975 fasc. 241-243, pp. 137 – 156.